# ジョイ (映画)
『ジョイ』（Joy）は、2015年にアメリカ合衆国で製作された伝記映画。アメリカ合衆国の女性発明家ジョイ・マンガーノの半生を描いている。監督・脚本はデヴィッド・O・ラッセル。主演はジェニファー・ローレンスで、アカデミー賞主演女優賞ノミネート、ゴールデングローブ賞主演女優賞（ミュージカル・コメディ部門）受賞。
日本では劇場公開されずビデオスルーとなった。

## ストーリー
1989年のアメリカ合衆国。シングルマザーのジョイ・マンガーノは二人の子供を含む家族の面倒を見るため懸命に働いていたが、その暮らしはお世辞にも良いものとは言えなかった。そんなある日、割れたグラスの掃除に使ったモップを絞ろうとして手を怪我したジョイは、触らずに絞ることが出来るモップのアイデアを思いつく。早速ジョイは父親の恋人に投資を頼み、父親の工場でモップを生産するが、誰も彼女の発明品には見向きもしなかった。落胆するジョイだったが、ふとしたきっかけでショッピングチャンネル「QVC」のニール・ウォーカーと知り合い、ついに彼女の発明品が番組で紹介されることとなる。ジョイはこれでようやく成功を手にしたかのように思えたのだが、彼女が乗り越えなければ試練はまだ数多く存在した。

## キャスト
※括弧内は日本語吹替
- ジョイ・マンガーノ（英語版） - ジェニファー・ローレンス（松井茜）
- ルディ・マンガーノ - ロバート・デ・ニーロ（野島昭生）
- ニール・ウォーカー - ブラッドリー・クーパー（桐本拓哉）
- トニー・ミラン - エドガー・ラミレス（星智也）
- ミミ - ダイアン・ラッド（谷育子）
- テリー・マンガーノ - ヴァージニア・マドセン（勝生真沙子）
- トルーディ - イザベラ・ロッセリーニ（沢田敏子）
- ジャッキー - ダーシャ・ポランコ
- ペギー - エリザベス・ローム

## 評価
レビュー・アグリゲーターのRotten Tomatoesでは275件のレビューで支持率は60%、平均点は6.30/10となった。Metacriticでは48件のレビューを基に加重平均値が56/100となった。